# Casa del presidente de Harbison College
La Casa del presidente de Harbison College cerca de Abbeville, Carolina del Sur, fue construida en 1906. Fue incluido en el Registro Nacional de Lugares Históricos en 1983.

## Historia
La casa tiene un gran significado en la historia y la educación de la población afroestadounidense por su asociación con Harbison College, una institución de educación superior para estudiantes negros, establecida por la Iglesia Prebisteriana. La casa de dos pisos hecha de ladrillos fue construida entre 1906 y 1907 para servir como residencia del presidente de la universidad y es el único edificio que queda del campus de Abbeville de Harbison College.